# Гальюр
Гальюр (ісп. Gallur) — муніципалітет в Іспанії, у складі автономної спільноти Арагон, у провінції Сарагоса. Населення — 3007 осіб (2010).
Муніципалітет розташований на відстані близько 260 км на північний схід від Мадрида, 43 км на північний захід від Сарагоси.
На території муніципалітету розташовані такі населені пункти: (дані про населення за 2010 рік)
- Гальюр: 2861 особа
- Урбанісасьйон-Сан-Антоніо: 146 осіб

## Демографія
Динаміка населення (INE ):

## Галерея зображень

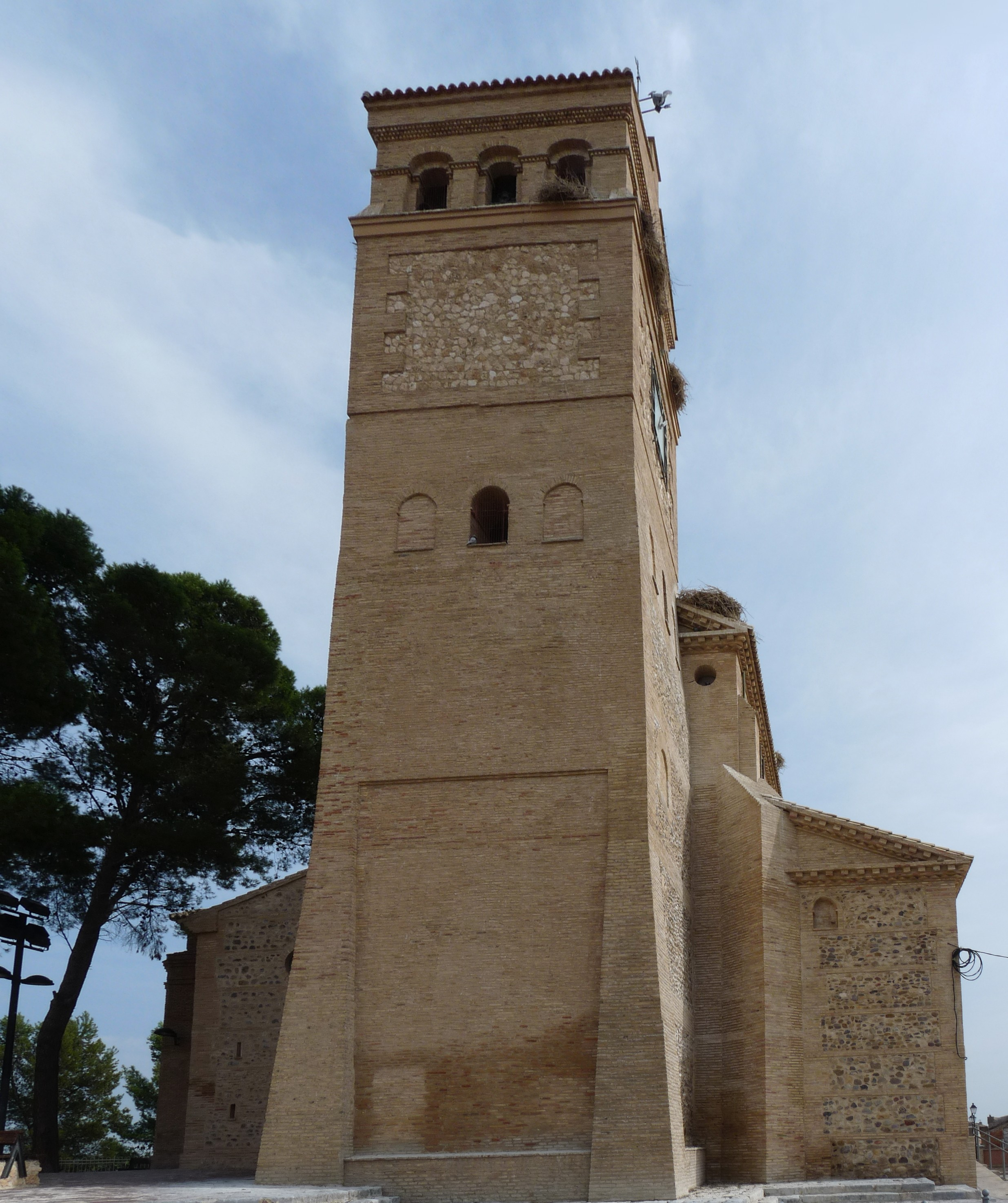
Дзвіниця церкви Сан-Педро